# Kaalpootschreeuwuil
De kaalpootschreeuwuil (Megascops clarkii) is een vogel uit de familie Strigidae (uilen).

## Verspreiding en leefgebied
Deze soort komt voor van Costa Rica tot noordwestelijk Colombia.

## Status
De grootte van de populatie is in 2022 geschat op 20-50 duizend volwassen vogels. Op de Rode lijst van de IUCN heeft deze soort de status niet bedreigd.